# Бадінський потік
Бадінський потік (словац. Badínsky potok) — річка; права притока Грону, протікає в окрузі Банська Бистриця.
Довжина приблизно 11,2—11,6 км. Витік знаходиться в масиві Кремницькі-Верхи — на висоті приблизно 1180 метрів.
Протікає територією сіл Бадін і Гронсек.. Впадає у Грон на висоті приблизно 310 метрів.